# Cnemaspis retigalensis
Espèce
Cnemaspis retigalensis est une espèce de geckos de la famille des Gekkonidae.

## Répartition
Cette espèce est endémique du Sri Lanka.

## Description
Cnemaspis retigalensis de 26 à 31 mm, queue non comprise.

## Étymologie
Son nom d'espèce, composé de retigal[a] et du suffixe latin -ensis, « qui vit dans, qui habite », lui a été donné en référence au lieu de sa découverte, Retigala.

## Publication originale
- Mendis Wickramasinghe & Munindradasa, 2007 : Review of the genus Cnemaspis Strauch, 1887 (Sauria: Gekkonidae) in Sri Lanka with the description of five new species. Zootaxa, n. 1490, p. 1–63.